# (100034) 1991 PN1
(100034) 1991 PN1 es un asteroide perteneciente al cinturón de asteroides, descubierto el 2 de agosto de 1991 por Eric Walter Elst desde el Observatorio de La Silla, Chile.